# Potolera
La potolera és una petita edificació que es construïa vora les cases pairals a algunes zones de Catalunya. Era pensada per aixoplugar els captaires i vianants que passaven per la casa. És un derivat de pòtol, 'vagabund, miserable'.
La potolera es construïa en un lloc discret de la finca, com a estructura independent o adossada a la pallissa. Se solia construir en un lloc assolellat perquè l'escalfés el sol. Tenia lloc perquè els que hi fessin estada poguessin jeure, escalfar-se i cuinar.
Hom considerava que els habitants de les masies tenien l'obligació d'hostatjar la bona gent que ho demanés. A les cases riques, es temia que si incomplien amb aquesta obligació, Déu els podria castigar amb mala fortuna. Per tant, les potoleres servien per assegurar la benedicció de les cases on es construïen.